# Andreas de Maizière

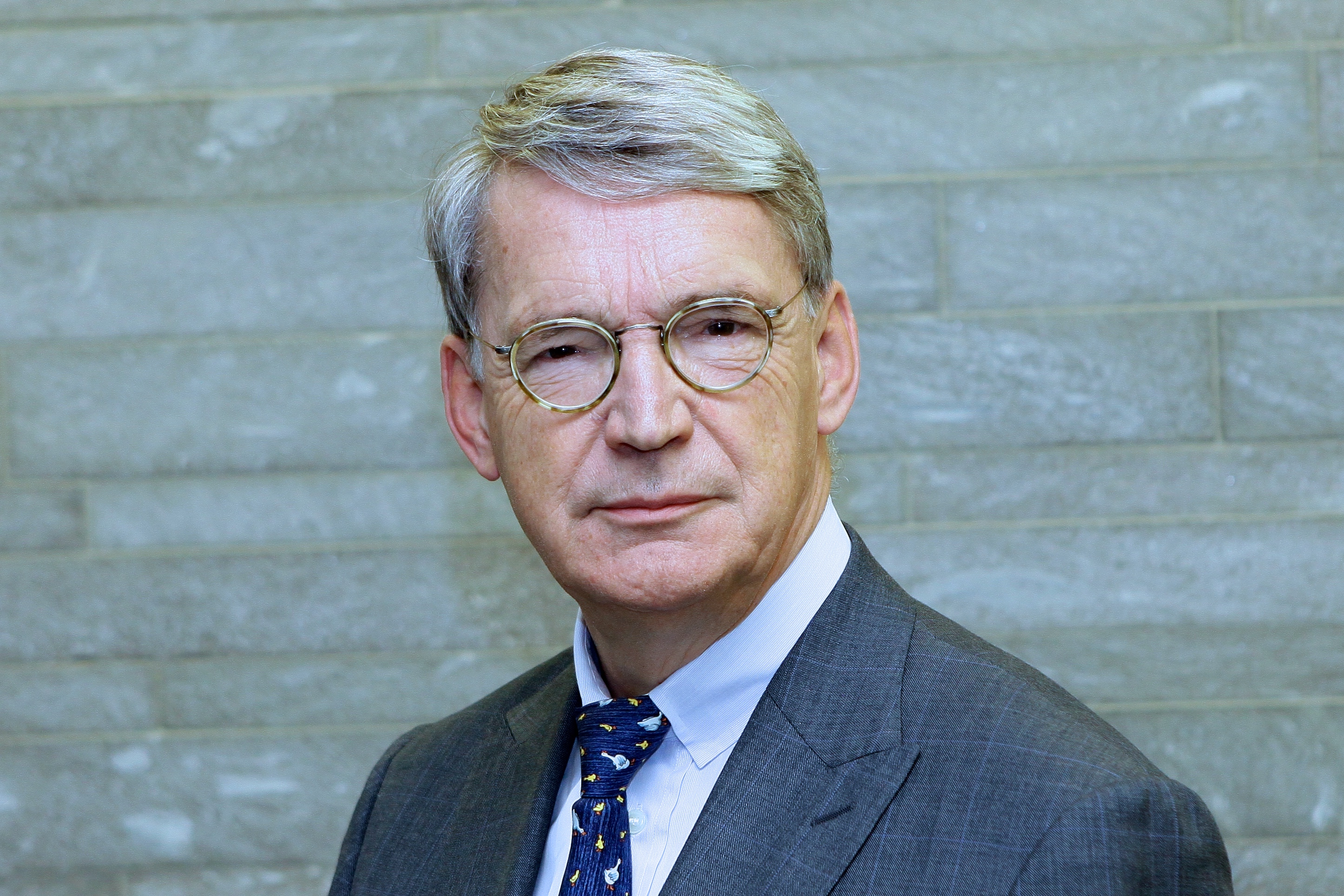
Andreas de Maizière 2017

Carl Ulrich Andreas de Maizière [də mɛˈzjɛʀ] (* 8. Juni 1950 in Hannover) ist ein deutscher Bankmanager.

## Biografie

### Beruflicher Werdegang
Andreas de Maizière studierte von 1971 bis 1976 Betriebswirtschaftslehre und Politische Wissenschaften an der Universität Köln. Während des Studiums nahm er in New York an einem Seminar der Chase Manhattan Bank teil und arbeitete beim Brokerhaus Bache. 1976 stieg er nach seinem Abschluss zum Diplomkaufmann bei der Commerzbank AG als Trainee ein und leitete später die Filialen Paris, Bremen und Hamburg. Von 1999 bis 2005 war er Mitglied des Vorstandes in Frankfurt für das Firmenkundengeschäft der Bank, anschließend übernahm er die Funktion des Chief Operating Officer für Personal (Arbeitsdirektor), Organisation, Transaction Banking und IT.
2005 wurde die Commerzbank mit Vorwürfen zu angeblichen Geldwäschehandlungen konfrontiert: Die Frankfurter Staatsanwaltschaft ermittelte gegen elf Betroffene, darunter vier Commerzbank-Mitarbeiter, wegen des Vorwurfes pflichtwidrigen Handelns im Zusammenhang mit der Privatisierung russischer Telekomfirmen in den 1990er Jahren. Die Ermittlungen betrafen auch den damaligen Vorstandssprecher Klaus-Peter Müller, der in den 1990er Jahren das Osteuropageschäft verantwortet hatte. De Maizière übernahm von ihm anschließend von 1999 bis 2002 die Zuständigkeit für diese Region. De Maizière trat im Juli 2005 offiziell „aus persönlichen Gründen“ zurück, auch wenn der Rücktritt im Zusammenhang mit Commerzbank-internen Geldwäsche-Ermittlungen gegen verschiedene Mitarbeiter der Bank stand. Dass auch gegen de Maizière und Klaus-Peter Müller ein Anfangsverdacht im Zusammenhang mit den Geldwäscheermittlungen der Staatsanwalt Frankfurt bestand, war ihm zum Zeitpunkt seines Rücktritts nicht bekannt. „De Maizière hat mit seinem Rücktritt auch Verantwortung für Fehler von Mitarbeitern seines Zuständigkeitsbereichs übernommen“, sagte eine Sprecherin der Bank damals. De Maizière ist der einzige aus der damaligen Führungsriege, der persönliche und berufliche Konsequenzen aus der umstrittenen Commerzbank-Affäre zog. 2010 deutete de Maizière an, dass sein Rücktritt auf Druck der BaFin erfolgte, um einen Verantwortlichen auf oberster Ebene zu benennen. Gegen Klaus-Peter Müller wurde das Verfahren im Mai 2006, das gegen Andreas de Maizière 2007 gemäß § 170 Abs. II StPO eingestellt, weil hinreichende Feststellungen zu dem angeblichen Geldwäschetatverdacht nicht getroffen worden waren.
Andreas de Maizìere war nach seinem Ausscheiden aus der Commerzbank bis 2010 Partner der M&A-Gesellschaft Doertenbach & Co. in Frankfurt/Main und ist heute dort noch Senior Adviser. Er berät unverändert Unternehmerfamilien in In- und Ausland und ist Multiaufsichtsrat. So ist er Vorsitzender des Aufsichtsrates von fünf Gesellschaften der Arenburg-Gruppe in Düsseldorf, ebenfalls Vorsitzender des Aufsichtsrates der Fürstlich Castell’schen Bank, Credit-Casse AG in Würzburg und Mitglied des Aufsichtsrats der Eisen- und Hüttenwerke AG, Andernach. In früheren Jahren war er u. a. in den Aufsichtsräten der ABB Deutschland AG, MAN AG, ThyssenKrupp Steel AG und ZEAL Network SE in London.

### Ehrenamt
Andreas de Maizière ist Vorsitzender des Kuratoriums und Vorsitzender des Finanzausschusses der Deutschen Stiftung Denkmalschutz, Vorsitzender des Vorstandes des Hessischen Kreises e.V., Vorsitzender des Kuratoriums der Jürgen Ponto-Stiftung und der Eugen-Gutmann-Gesellschaft e.V. sowie Kuratoriumsmitglied in der Kulturstiftung der Länder. Er ist Mitglied und vormaliger Vorsitzender des Kuratoriums des Arbeitskreises Evangelischer Unternehmer und war als stellvertretender Vorsitzender EKHN-Kulturstiftung engagiert.

## Familie
Andreas de Maizière entstammt einer traditionsreichen Hugenottenfamilie, die Ende des 17. Jahrhunderts Lothringen verließ und sich in Brandenburg ansiedelte. Sein Vater war der ehemalige Generalinspekteur der Bundeswehr Ulrich de Maizière, seine Mutter die Bildhauerin Eva de Maizière. Sein jüngerer Bruder Thomas de Maizière war in den Regierungen von Angela Merkel erst Kanzleramtsminister, Bundesminister des Innern, Bundesminister der Verteidigung und von Dezember 2013 bis März 2018 erneut Bundesinnenminister. Seine Schwester Barbara Pieper ist Sozialwissenschaftlerin, seine Schwester Cornelia von Ilsemann war Senatsdirektorin im Bildungsministerium von Bremen und ist Preisträgerin des Erich-Hylla-Preises 2014. Lothar de Maizière, der letzte Ministerpräsident der DDR, ist sein Vetter 1. Grades. 
Andreas de Maizière und seine Ehefrau Christiane haben zwei erwachsene Töchter und zwei erwachsene Söhne.